# التأثير النفسي لتغير المناخ

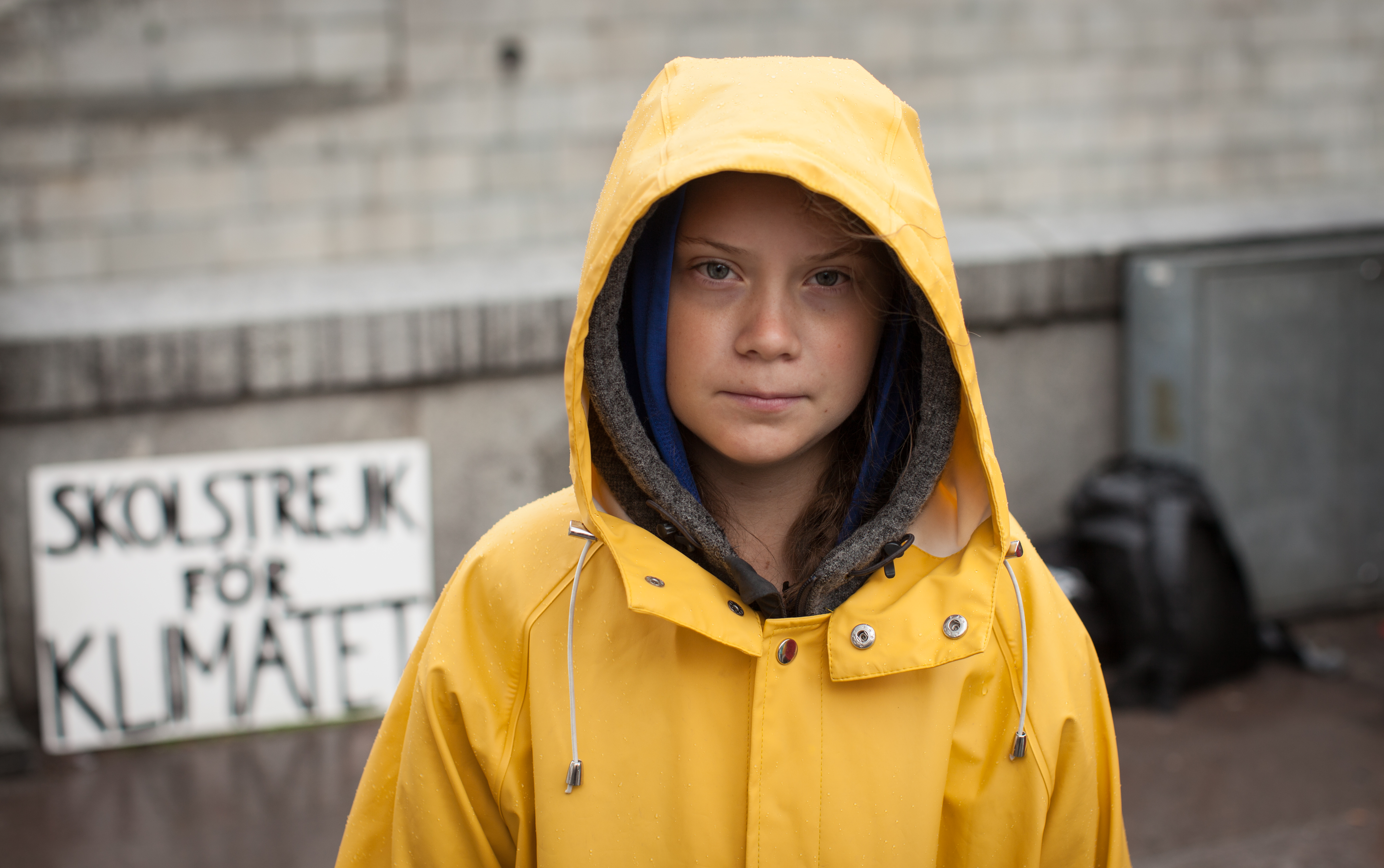
يتسبب تغير المناخ في عدد من الآثار النفسية على سكان الأرض. تشمل هذه الحالات العاطفية القلق البيئي والكآبة البيئية والغضب البيئي.

يتسبب تغير المناخ في عدد من الآثار النفسية على سكان الأرض. تشمل هذه الحالات العاطفية القلق البيئي والكآبة البيئية والغضب البيئي. تتسبب هذه المشاعر بالضيق، إلا أنها غير مضرّة غالبًا، ويمكن أن تكون ردود فعل عقلانية لتدهور العالم الطبيعي، مما يحفز على العمل التكيفي. يمكن أن تكون بعض الآثار الأخرى، مثل الكرب ما بعد الصدمة (بّي تي إس)، أكثر خطورة. يسعى الأكاديميون والأخصائيون الطبيون ومختلف الجهات الفاعلة الأخرى في القرن الحادي والعشرين إلى فهم هذه التأثيرات، للمساعدة في تقديم العون، وتقديم تنبؤات أكثر دقة، ومساندة الجهود المبذولة للتخفيف من ظاهرة الاحتباس الحراري والتكيف معها.
يؤثر التغير المناخي على الحالة النفسية عبر ثلاث قنوات: مباشرة، أو غير مباشرة أو عن طريق الوعي. تتضمن القناة المباشرة الظروف المرتبطة بالإجهاد الناجم عن التعرض لظروف الطقس القاسية. يمكن أن يكون المسار غير المباشر من خلال تعطيل الأنشطة الاقتصادية والاجتماعية، كما هو الحال عندما تكون مساحة الأرض الزراعية أقل قدرة على إنتاج الغذاء. يمكن أن تكون القناة الثالثة مجرد إدراك لخطر التغير المناخي، حتى من قبل الأفراد الذين لم يتأثروا به.
يعدّ القاطنون في البلدان النامية بشكل عام، الأكثر عرضة للتأثير المباشر والاضطراب الاقتصادي الناجم عن التغير المناخي، على الرغم من العديد من الاستثناءات، في حين تؤثر الحالات النفسية المرتبطة بالمناخ مثل القلق البيئي، والتي قد تنتج فقط من خلال الوعي بالتهديد، على الناس في جميع أنحاء الكوكب.
تُدرس الآثار النفسية للتغير المناخي في مجال علم النفس المناخي. يُقدم العلاج الطبي للتأثيرات السلبية الكبيرة من قبل الأطباء النفسيين، المخولون بذلك على عكس علماء النفس. تتوفر العديد من العلاجات غير السريرية وخيارات العمل الجماعي ومنتديات الدعم عبر الإنترنت وكتب المساعدة الذاتية للأشخاص الذين يعانون من حالات نفسية أقل حدة.
قد لا تتطلب بعض الآثار النفسية أي شكل من أشكل العلاج على الإطلاق، بل يمكن أن تكون إيجابية. تحظى الآثار المناخية النفسية باهتمام الحكومات وغيرها من الجهات المشاركة في وضع السياسات العامة، مثل المجموعات المنظمة للحملات والمنظمات غير الحكومية المختلفة، وشركات القطاع الخاص.

## المسارات السببية
هناك ثلاثة مجالات اهتمام واسعة تتعلق بكيفية تسبب التغير المناخي في حدوث تأثيرات نفسية: الشكل المباشر أو غير المباشر أو عن طريق الوعي (أو «نفسية اجتماعية»). قد يتأثر الناس في بعض الحالات بأكثر من مسار في وقت واحد.

### الأثر المباشر
يمكن أن يتسبب التعرض لظواهر الطقس المتطرفة، مثل حرائق الغابات والأعاصير والفيضانات، باضطرابات عاطفية مختلفة. يعدّ الإجهاد قصير الأجل الأكثر شيوعًا، والذي يمكن للناس في كثير من الأحيان التعافي منه بسرعة، لكن في بعض الأحيان تظهر حالات مزمنة، خاصة بين أولئك الذين تعرضوا لأحداث متعددة، مثل اضطراب الكرب ما بعد الصدمة أو الاضطراب جسدي الشكل أو القلق طويل الأمد.
يمكن للاستجابة السريعة من قبل السلطات لاستعادة الشعور بالنظام والأمن أن تقلل إلى حد كبير من خطر حدوث أي تأثير نفسي طويل المدى لمعظم الناس. قد يحتاج الأفراد الذين عانوا بالفعل من اعتلال الصحة النفسية، وخاصة الذهان، إلى رعاية مركزة، والتي قد تكون صعبة المنال إذا تعطلت خدمات الصحة النفسية المحلية بسبب الطقس القاسي. يمكن أن يكون للمظاهر الأقل تطرفًا للتغير المناخي آثار نفسية مباشرة. الارتباط الوحيد المدروس جيدًا بين الطقس وسلوك الإنسان هو الارتباط بين درجة الحرارة والعدوانية، والذي جرى التحقق منه بالتجارب الأولية، ومن خلال الدراسة التاريخية، والعمل الميداني المكثف. خلصت المراجعات المختلفة إلى أن درجات الحرارة المرتفعة تجعل الناس سيئي المزاج، مما يؤدي إلى زيادة العنف الجسدي، خاصة في المناطق التي توجد بها مجموعات عرقية مختلطة. هناك استثناءات في المدن الحديثة حيث يتوفر تكييف الهواء على نطاق واسع. هناك خلاف أكاديمي أيضًا بشأن الدرجة التي يتسبب فيها التغير المناخي بالعنف المفرط، مقابل التقلب الطبيعي في درجات الحرارة. الآثار النفسية لانخفاض درجات الحرارة بشكل غير اعتيادي، والتي يمكن أن يسببها التغير المناخي في بعض أجزاء العالم، ليست مدروسة جيدًا. على الرغم من أن الأدلة المتاحة تشير إلى أنه لا يزيد العدوانية، على عكس ارتفاع الحرارة غير الاعتيادي.

### المسار غير المباشر
يؤثر التغير المناخي بشكل كبير على الدخل المالي للناس في أجزاء عديدة من العالم، كتقليل الإنتاج الزراعي، أو بجعل المنطقة غير جذابة للسياحة. يمكن أن يسبب ذلك ضغوطًا كبيرة، والتي بدورها يمكن أن تؤدي إلى الاكتئاب والتفكير في الانتحار وحالات نفسية سلبية أخرى. يمكن أن تكون العواقب وخيمة بشكل خاص إذا اقترنت الضغوط المالية باضطراب كبير في الحياة الاجتماعية، مثل الانتقال إلى المخيمات.
ارتفع معدل الانتحار لعامة السكان بنحو 300% في أعقاب إعصار كاترينا، ولكن بالنسبة لأولئك الذين نزحوا واضطروا إلى الانتقال إلى مواقف المقطورات، فقد ارتفع بنسبة تزيد عن 1400%. يمكن للتدخلات الحكومية الفعالة، على غرار تلك المستخدمة لتخفيف الضغط الناجم عن أزمة مالية، أن تخفف من الظروف السلبية الناجمة عن هذا الاضطراب، ولكن هذا ليس بالأمر السهل في بعض الأحيان، خاصة في بعض البلدان الأقل ازدهارًا في جنوب الكرة الأرضية.
يمكن أن تحصل تأثيرات غير مباشرة على الصحة النفسية من خلال التأثيرات على الصحة البدنية. هناك علاقة متبادلة بين الصحة البدنية والصحة النفسية، لذا فإن أي تأثير متعلق بالتغير المناخي ويؤثر على الصحة البدنية يمكن أن يؤثر بشكل غير مباشر على الصحة النفسية أيضًا. يمكن أن يسبب الاختلال البيئي، مثل فقدان التنوع البيولوجي، أو حتى مجرد فقدان السمات البيئية غير الحية مثل الجليد البحري، ردود فعل نفسية سلبية، مثل الحزن البيئي أو السولاستالجيا (الحنين إلى الأحوال البيئية السابقة للوطن).

### الوعي
يمكن أن تتسبب معرفة المخاطر التي يشكلها التغير المناخي- حتى من قبل الذين لم يتأثروا بها- في حالات نفسية طويلة الأمد، مثل القلق وأشكال أخرى من الضيق. يمكن أن يؤثر هذا بشكل خاص على الأطفال، وقد قورن بالقلق النووي الذي حدث خلال الحرب الباردة. نادرًا ما تكون الحالات مثل القلق البيئي شديدة بما يكفي لتتطلب علاجًا سريريًا. وُصفت هذه الظروف أنها استجابات منطقية صحيحة لواقع التغير المناخي، على الرغم تسببها بالضيق وتصنيفها كسلبية.